# Подюк Іван Михайлович
Іва́н Михайлович Подю́к (31 травня 1896, Кобаки, Косівський повіт, Австро-Угорщина — 28 грудня 1979, Сирак'юс, США) — український військовий і громадсько-політичний діяч, старшина Легіону УСС, четар УГА, учасник Першої світової війни, Визвольних змагань, особистий лікар Василя Стефаника, в.о. голови Снятинської повітової управи (1941).

## Життєпис

### Походження
Народився 31 травня 1896 у селі Кобаки Косівського повіту в заможній гуцульській родині. Закінчив вісім класів гімназії у Вижниці в червні 1914 року.

### В українських збройних формаціях
У 1914 році вступив до Легіону Українських січових стрільців та служив у сотні чотаря Івана Коссака. Брав участь у боях у Карпатах проти російських військ. 2 листопада 1915 року був поранений під час битви під Семиківцями. З осені 1915 року по середину 1916-го був у російському полоні.
Після розпаду Австро-Угорської імперії зголосився до Української Галицької Армії. Навчався у Старшинській школі піхоти Української Галицької армії в Коломиї (початок січня — початок травня 1919). Після закінчення школи вступив до Похідного станиславівського куреня, отримав звання хорунжого. Брав участь у бойових діях на більшовицькому та денікінському фронтах як командир 1-ї чети 2-ї сотні (командир — поручик Іван Андріївський) 2-ї Коломийської бригади 3-го корпусу УГА під командуванням генерала Антіна Кравса.
31 вересня 1919 року був призначений керівником командної застави 2-ї бригади, до складу якої входила 1-ша чета з двома скорострілами та кінним зв'язковим. Завдання застави полягало в обороні Ланцюгового мосту в Києві від денікінців. Восени 1919 року двічі хворів на тиф. Весною 1920 року служив у ЧУГА. По завершенні Визвольних змагань перебував рік у польському таборі для полонених у Тухолі.

### Міжвоєнний період
У 1921 році виїхав до Граца, де у 1926-му закінчив медичні студії. Нострифікував диплом у Польщі, після дворічної лікарської служби у Львові у 1929 році відкрив власну практику в Снятині. У 1930-х роках був активним громадським діячем і провідним членом Фронту національної єдності (голова — Дмитро Паліїв) на Снятинщині. Завдяки громадській діяльності, патріотизму та гуманності здобув широке довір'я і загальну пошану серед населення. Часто надавав медичну допомогу малозабезпеченим пацієнтам безкоштовно, забезпечуючи їх також необхідними ліками. У цей час був приятелем та особистим лікарем Василя Стефаника.

### Друга світова війна
Наприкінці вересня 1939 року за політичну діяльність заарештований органами НКВС, але через кілька тижнів звільнений за браком доказів. Улітку 1941 року виконував обов'язки голови Снятинської повітової управи. За фальшивим доносом заарештований гестапо та протягом двох тижнів утримувався в ув'язненні у місті Станіславі. Після звільнення повернувся до лікарської практики у Снятині, яку вимушено покинув у лютому 1944 з наближенням радянських військ. В березні 1944 року проживав у Закарпатті, а згодом в Австрії, де зі своїми рідними зустрів завершення Другої світової війни в Європі.

### Еміграція
Спочатку перебував у таборі для переміщених осіб у Берхтесгадені. У 1948 році емігрував до США. З грудня 1949 — член Українського народного союзу в США. У 1949—1952 роках проходив лікарську практику в американських шпиталях. У лютому 1952 склав нострифікаційні іспити перед урядовою комісією в місті Олбані (штат Нью-Йорк).
З 15 жовтня 1952 відкрив приватну практику в місті Сіракузи (штат Нью-Йорк), де був головою Відділу Лікарського Т-ва, головою Філії УККА і членом Об'єднання бувших Вояків Українців в Америці. Брав активну участь в роботі еміграційного журналу «Снятин».
Помер 28 грудня 1979 у Сирак'юсі, де і був похований поруч з дружиною.

## Нагороди
Нагороджений Військовим хрестом 1917—1957 (1964) та пропам'ятним Хрестом Українських січових стрільців (1965).

## Родина
- Дружина — Ірина Заремба, уродженка села Белелуя біля Снятина, одружились в 1925 році і прожили в шлюбі до її смерті 31 січня 1973 року.
- Донька — Галина.